# 耀東邨巴士總站
耀東邨巴士總站（英語：Yiu Tung Estate Bus Terminus）是香港一個坑狀露天車站，位於西灣河耀興道東駿苑旁，鄰近耀東邨。

## 總站路線資料（巴士）

### 城巴2A線
- 耀東邨 ↔ 會展站

1994年5月2日配合耀東邨發展投入服務，途經西灣河、鰂魚涌、北角、炮台山、銅鑼灣。

### 城巴2R線
- 香港大球場 → {{bt|耀東邨}}

### 城巴722線
- 耀東邨 ↺ 中環碼頭
- 耀東邨 ↺ 中環3號碼頭(特別班次)

1984年6月8日配合東區走廊通車投入服務，由城巴營運，循環行走耀東邨及中環碼頭之間。

### 過海隧道巴士606A線
- 彩雲（豐盛街） ↔ 耀東邨

於2010年11月15日配合過海隧道巴士606線服務重組而投入服務，由九巴及城巴聯合營運，途經坪石邨、彩盈邨（只限去程）、九龍灣商貿區（只限回程）、牛頭角站、觀塘市中心、藍田站、東區海底隧道、北角、鰂魚涌、太古城及西灣河，只於平日上午繁忙時間提供服務，為過海隧道巴士606線的特別班次。

## 總站路線資料（專線小巴）

### 香港島專線小巴50線
- 耀東邨 ↺ 西灣河站

## 途經路線資料

### 城巴77線
- 田灣 ↔ 筲箕灣

1998年4月27日投入服務，來往田灣邨、銅鑼灣、北角、筲箕灣的路線，是田灣和香港仔居民來往北角以東一帶上班下班的主要巴士路線。

### 城巴99線
- 海怡半島 ↔ 筲箕灣

1994年11月28日投入服務，來往海怡半島和北角、筲箕灣，是鴨脷洲居民來往東區上班下班的路線。本路線只限往筲箕灣方向繞經耀東邨巴士總站。

### 過海隧道巴士110線
- 筲箕灣 ↺ 尖沙咀東（麼地道）
- 筲箕灣 → 尖沙咀東（麼地道） (特別班次)

1987年8月17日投入服務，現由九巴和城巴聯營，途經尖沙咀、紅磡海底隧道、北角、太古城、筲箕灣。本路線只限往筲箕灣方向繞經耀東邨巴士總站。

### 過海隧道巴士606線
- 彩雲（豐盛街） ↔ 小西灣（藍灣半島）

於1989年9月22日配合東區海底隧道通車而投入服務，由九巴及城巴聯合營運，途經坪石邨、彩盈邨（部分時段）、九龍灣商貿區（部分時段）、牛頭角站、觀塘市中心、藍田站、東區海底隧道、北角、鰂魚涌、太古城、西灣河、耀東邨、筲箕灣及柴灣，平日上午繁忙時間並不提供服務。本路線只限往小西灣方向繞經巴士總站。

### 城巴720X線
- 西灣河（嘉亨灣） → 中環（林士街）

於2019年1月21日因應中環灣仔繞道通車投入服務，直達中環，只於星期一至五上午繁忙時間提供服務

### 城巴N8線
- 杏花邨（常達街） ↺ 鰂魚涌（祐民街）

## 車坑分佈
| 車坑分佈（以入口最左邊起計） | 車坑分佈（以入口最左邊起計） | 車坑分佈（以入口最左邊起計）                    |
| 車坑編號                     | 車坑數目                     | 路線                                            |
| ---------------------------- | ---------------------------- | ----------------------------------------------- |
| 1                            | 單坑                         | 城巴2A、N8線                                    |
| 2                            | 單坑                         | 城巴722線                                       |
| 3                            | 雙坑                         | 城巴77、99、720X線 過海隧道巴士110、606、606A線 |

## 外部連結
- 耀東邨巴士總站 （页面存档备份，存于），城巴
- 耀東商場，耀興道巴士站 （页面存档备份，存于），城巴